# 全球公民意識
全球公民或世界公民一般是指在世界上共享世界主义身份和归属感的存在。他们虽然保持着不同的民族或种族身份以及文化特征，但他们不以家乡或祖国来定义自己的身份。
這樣的想法意味著他们認為整個地球的人類群體是相互影響的整體，超越了地理或政治的任何限制。這個專有名詞已經可見於教育以及政治哲学中，同時許多如「世界公民」以及「世界化（世界主義）」的社會運動也在频繁的开展。(全球公民的定义目前仍然需要进一步完善。)

## 定義
「公民意識（citizenship）」意思是個人與某個地理區域（如一座城市、一個國家或民族）之間的身份認同以及個人在一地工作、生活與參與政治的權利。當公民意識一詞跟「全球」結合，通常意指此人對「國際社群」的公民身份認同，會要高過其對自己的民族國家或是城市的身份認同。這代表著其身份認同是超越「地理」或「政治」的邊界，而其認同的責任與權利界線是歸類在「人道精神」。這並不代表這類人士會放棄自己的國籍或其他在地的身份認同，而是會這一類身份認同放在較國際社群之後的「次要位置」。延伸下來，世界公民意識的概念也引導人們思考在全球化的時代，全球社會現狀的相關議題。
一般而言，這個詞語的定義跟「世界公民（World Citizen）」或是世界主義等同，但在不同場合的使用情境下也可能有更廣義或更特殊的意義。

## 用途

### 教育
在教育界，全球公民意識這個詞最常被用來描述教育人們的某種世界观或價值觀（例如由联合国秘書長所主導的「全球教育第一倡議」）。「全球社會」一詞有時也會用來描述提供學生成為全球公民的全球研究學習目標（例如佛罗里达大学「全球社會下之人文學科」榮譽學程）。

#### 全球公民意識教育
在教育系統中，全球公民意識教育（英語：Global Citizenship education，簡稱為GCE）已經逐漸取代了過去多種不同的教育改革倡議或運動，諸如多元文化主義教育、和平教育、人權教育、永續發展教育、以及國際教育 。 除此之外全球公民意識也快速地融合了上述的運動。全球公民的概念也已經連結到人道救援的獎項 。老師們也被認為是創造社會改變的一份子──里茲大學公民與人權中心的執行長奧黛莉·厄斯樂（Audrey Osler）指出「教育大家我們是一起生活在一個互相倚賴的世界裡，這並不是個外加的選項，而是必須的基礎。」
值得一提的是，《全球教育雜誌》（頁面存檔備份，存於網際網路檔案館）是一份由聯合國教科文組織和聯合國難民署支持的數字期刊，其靈感來自《新興人權宣言》的普世價值，旨在為實現千年發展目標做出貢獻（頁面存檔備份，存於網際網路檔案館）由GCE意識[9]由教學團隊發起的一項倡議，制定了“里約+20可持續發展消除貧困”小組中投票最多的提案